# Kroekrit Thaweekarn
Kroekrit Thawikan  (tiếng Thái: เกริกฤทธิ์ ทวีกาญจน์; RTGS: Kroek-rit Thawikan), còn được biết với tên đơn giản Kong (tiếng Thái: ก้อง) là một cầu thủ bóng đá người Thái Lan thi đấu ở vị trí tiền vệ chạy cánh.

## Sự nghiệp quốc tế
Anh đại diện U-23 Thái Lan ở Đại hội Thể thao Đông Nam Á 2011, Đại hội Thể thao Đông Nam Á 2009 và Đại hội Thể thao Đông Nam Á 2013. Kroekrit ra mắt cho Thái Lan trước Trung Quốc, trong trận giao hữu Thái Lan giành chiến thắng mà 5–1. Anh đại diện U-23 Thái Lan ở Đại hội thể thao châu Á 2014. Ngày 9 tháng 11 năm 2014 Kroekrit ghi bàn thắng đầu tiên cho đội tuyển quốc gia trong trận giao hữu trước Philippines. Kroekrit là thành viên của Thái Lan vô địch Giải vô địch bóng đá Đông Nam Á 2014. Trong giải đấu Kroekrit ghi 2 bàn trong thắng lợi 3-0 khác trước Philippines tại bán kết và bàn thắng thứ hai trong thắng lợi 2-0 trước Malaysia tại chung kết lượt đi.
Vào tháng 5 năm 2015, anh được triệu tập vào Thái Lan để thi đấu Vòng loại giải vô địch bóng đá thế giới 2018 khu vực châu Á với Việt Nam.
Anh luôn được ra sân dưới thời của Kiattisak Senamuang. Mặc dù vậy, phong đội của anh rất tệ hại. Nhiều người hâm mộ gọi anh là "Kroekrit Senamuang" hay con trai cả của Kiattisak Senamuang.

### Quốc tế
Tính đến 25 tháng 3 năm 2019
| Đội tuyển quốc gia | Năm  | Số trận | Bàn thắng |
| ------------------ | ---- | ------- | --------- |
| Thái Lan           | 2013 | 1       | 0         |
| Thái Lan           | 2014 | 8       | 4         |
| Thái Lan           | 2015 | 11      | 1         |
| Thái Lan           | 2016 | 12      | 2         |
| Thái Lan           | 2019 | 1       | 0         |
| Thái Lan           | Tổng | 33      | 7         |

### Bàn thắng quốc tế

#### U-23
| #  | Ngày                 | Địa điểm           | Đối thủ      | Tỉ số | Kết quả | Giải đấu                         |
| -- | -------------------- | ------------------ | ------------ | ----- | ------- | -------------------------------- |
| 1. | 11 tháng 11 năm 2011 | Jakarta, Indonesia | Campuchia    | 4-0   | 4–0     | Đại hội Thể thao Đông Nam Á 2011 |
| 2. | 31 tháng 8 năm 2014  | Phuket, Thái Lan   | Myanmar U-19 | 4-1   | 8-1     | Giao hữu                         |
| 3. | 18 tháng 9 năm 2014  | Inchon, Hàn Quốc   | Đông Timor   | 2-0   | 3-0     | Đại hội thể thao châu Á 2014     |
| 4. | 22 tháng 9 năm 2014  | Inchon, Hàn Quốc   | Indonesia    | 4-0   | 6-0     | Đại hội thể thao châu Á 2014     |
| 5. | 28 tháng 9 năm 2014  | Inchon, Hàn Quốc   | Jordan       | 2-0   | 2-0     | Đại hội thể thao châu Á 2014     |

#### Đội tuyển quốc gia
| #  | Ngày                 | Địa điểm                                    | Đối thủ     | Tỉ số | Kết quả | Giải đấu                                     |
| -- | -------------------- | ------------------------------------------- | ----------- | ----- | ------- | -------------------------------------------- |
| 1. | 9 tháng 11 năm 2014  | Sân vận động sinh nhật lần thứ 80, Thái Lan | Philippines | 3–0   | 3-0     | Giao hữu                                     |
| 2. | 10 tháng 12 năm 2014 | Sân vận động Rajamangala, Thái Lan          | Philippines | 2–0   | 3–0     | Giải vô địch bóng đá Đông Nam Á              |
| 3. | 10 tháng 12 năm 2014 | Sân vận động Rajamangala, Thái Lan          | Philippines | 3–0   | 3–0     | Giải vô địch bóng đá Đông Nam Á              |
| 4. | 17 tháng 12 năm 2014 | Sân vận động Rajamangala, Thái Lan          | Malaysia    | 2–0   | 2-0     | Giải vô địch bóng đá Đông Nam Á              |
| 5. | 13 tháng 10 năm 2015 | Sân vận động Quốc gia Mỹ Đình, Việt Nam     | Việt Nam    | 1–0   | 3–0     | Vòng loại giải vô địch bóng đá thế giới 2018 |
| 6. | 5 tháng 6 năm 2016   | Sân vận động Rajamangala, Thái Lan          | Jordan      | 1–0   | 2–0     | Cúp Nhà vua Thái Lan 2016                    |
| 7. | 5 tháng 6 năm 2016   | Sân vận động Rajamangala, Thái Lan          | Jordan      | 2–0   | 2–0     | Cúp Nhà vua Thái Lan 2016                    |

## Danh hiệu

### Quốc tế
U-23 Thái Lan
- Sea Games  Huy chương Vàng (1); 2013

Thái Lan
- AFF Championship (2): 2014, 2016
- Cúp Nhà vua Thái Lan (1): 2016